# Gaillard
Gaillard – miejscowość i gmina we Francji, w regionie Owernia-Rodan-Alpy, w departamencie Górna Sabaudia.
Według danych na rok 1990 gminę zamieszkiwały 9592 osoby, a gęstość zaludnienia wynosiła 2386 osób/km² (wśród 2880 gmin regionu Rodan-Alpy Gaillard plasuje się na 73. miejscu pod względem liczby ludności, natomiast pod względem powierzchni na miejscu 1586.).